# Pseudoscada
Genre
Pseudoscada est un genre de papillons de la famille des Nymphalidae et de la sous-famille des Danainae.

## Historique et  dénomination
Le genre Pseudoscada a été nommé par Frederick DuCane Godman et Osbert Salvin en 1879.
Synonyme : Languida d'Almeida, 1922.

## Liste des espèces
- Pseudoscada acilla (Hewitson, 1867) ; présent au Brésil
- Pseudoscada erruca (Hewitson, 1855) ; présent au Brésil et en Argentine.
- Pseudoscada florula (Hewitson, 1855) ; présent  en Équateur, au Brésil, au Pérou, au Guyana et en Guyane.
- Pseudoscada timna (Hewitson, 1855) ; présent au Panama, au Nicaragua, au Venezuela, en Colombie, en Équateur, dans l'Est du Brésil et au Pérou[1].